# Кинтай
Кинтай (яп. 錦帯橋 Кинтай-кё:, «Парчовый пояс») — арочный пешеходный мост через реку Нисики в городе Ивакуни, префектура Ямагути, Япония. Построен в 1673 году и, несмотря на многочисленные ремонтные и восстановительные работы, конструкция моста сохранилась в своем первоначальном виде. Является одним из самых знаменитых мостов Японии. В 1922 году был объявлен национальным достоянием.

## История
Необходимость постройки моста в этом месте возникла после завершения строительства замка Ивакуни для связи с вассалами, живущими на другом берегу реки. До моста Кинтай существовала другая переправа, однако она была разрушена наводнением. Он был построен в 1673 году по приказу даймё Киккава Хироёси. Правитель отправил мастера Кодама Куроэмона в Косю для осмотра Сарухаси, другого знаменитого моста Японии. Сарухаси был построен с помощью системы ханэбаси (яп. 刎橋), применение которой могло спасти Кинтай от разрушения. Однако длина Сарухаси составляет 30,9 м, в то время как Кинтай - почти 200, по причине чего строительство оказалось невозможным.
Согласно легенде, однажды взглянув на полукруглую форму лепёшек моти, даймё задумался о возможном виде моста. Докурю Сёэки, монах родом из Китая, рассказал ему о существовании шестиарочного моста на озере Сиху. Предположительно, именно Сёэки и является автором идеи постройки именно данного типа. Постройка началась 8 июня 1673 года. Даймё лично руководил постройкой, осуществляемой Кодама Куроэмоном.
Строительство было завершено всего за 3 месяца. Мост вел к главным воротам замка Ивакуни. В следующем году он был разрушен наводнением.
Мост был восстановлен в 1674 году, каменные опоры были перестроены для большей прочности. В дальнейшем мост ремонтировался в среднем каждые 10 лет с сохранением оригинальной конструкции. Поскольку для строительства и перестройки моста в 1673—1674 гг. требовались значительные средства, был введен специальный налог. Собранные средства шли на работы по содержанию моста. Эта система просуществовала до 1871 года. В течение последующих 95 лет восстановление и обслуживание моста финансировалось за счет пожертвований и налогов. 

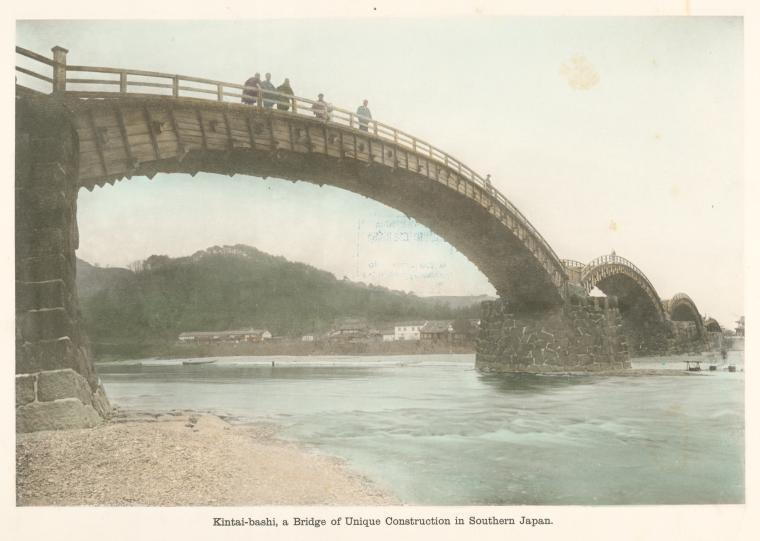
Мост Кинтай, 1919 год.

Оригинальная конструкция арок, возможно, имела оборонительную функцию — траектория движения по этому мосту предусматривает не только прохождение более длинного расстояния, но и преодоление более сложного пути. Первоначально пользоваться мостом могли только самураи, остальные должны были пересекать реку на лодках. Только в 1868 г. местным жителям было разрешено пользоваться мостом. С постройкой в 1965 г. нового автомобильного моста ниже по течению реки мост Кинтай стал исключительно туристической достопримечательностью.
14 сентября 1950 года мост был смыт наводнением во время тайфуна. Работы по восстановлению моста велись в 1952 году под руководством профессора Сато из университета Васэда. Каменные опоры были заменены железобетонными, размеры арок были стандартизированы, в конструкции пролётных строений были использованы металлические детали.
1 апреля 1966 года город Ивакуни начал собирать плату с пешеходов, пересекающих мост. Стоимость работ по реконструкции моста в 2003—2005 гг. составила 2,6 млрд. иен. Из этой суммы 2,2 миллиарда иен были профинансированы за счет сборов с пешеходов, остальные 0,4 млрд. — из бюджета префектуры.

Сохранилось 12 чертежей моста, составленных при ремонтах, самым ранним является чертеж 1699 года. За все время существования самыми значительными были реконструкции в 1741, 1952 и 2003—2005 гг. В 2003—2005 гг. проведена очередная реконструкция моста. Работы производились с учетом чертежей 1699 года, как наиболее близких к оригинальному проекту моста. 

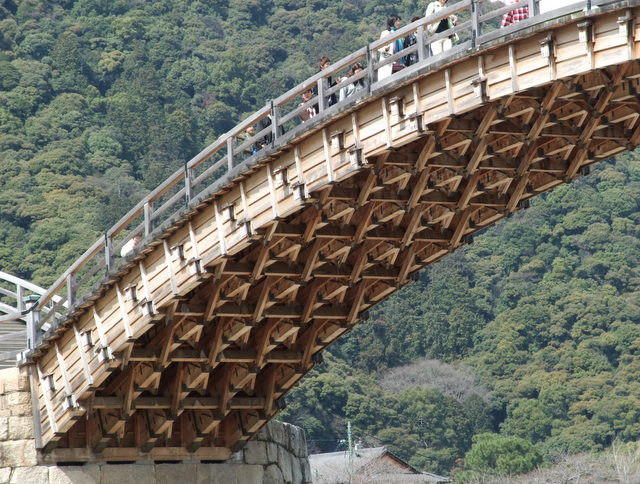
Деревянная арка
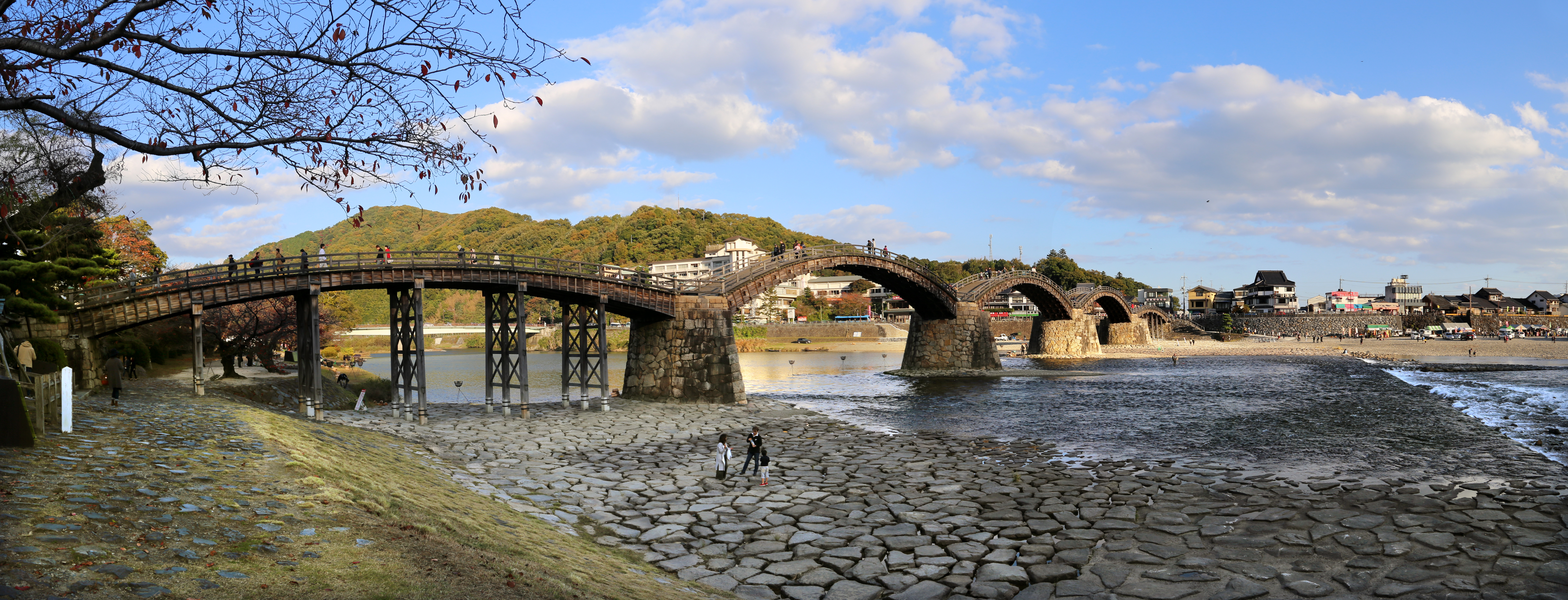
Общий вид моста
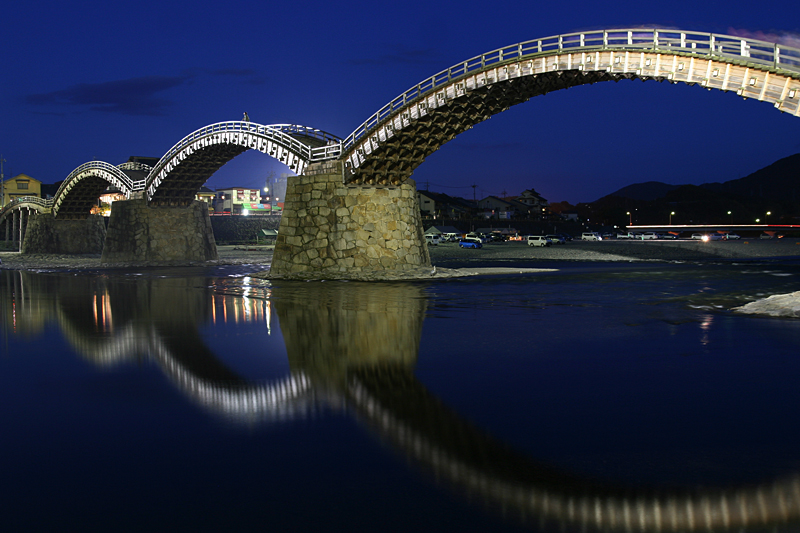
Ночная подсветка моста

## Конструкция
Мост деревянный пятипролётный. Три центральных пролёта арочные (по 35,1 м), боковые пролёты — балочные (по 34,8 м). Длина моста составляет 193,33 м, ширина — 5 м. Высота моста над уровнем воды — 8,78/9,4 м для крайних пролётов и 12,46/13,03/12,90 м для средних пролётов. Первоначально деревянные пролёты были построены без использования металлических частей. Опоры моста из монолитного бетона, облицованы камнем.
Деревянные конструкции моста сделаны в основном из сосны, а также хиноки, дзельквы, японского каштана, дуба мирзинолистного. Первоначально для ремонта моста использовалась местная древесина. В последних реконструкциях была использована древесина из других префектур из-за того, что в местных лесах не было найдено подходящих деревьев. В настоящее время городскими властями Ивакуни реализуется проект по посадке деревьев в рамках «200-летнего плана лесозаготовок на мосту Кинтай», которая позволит использовать местную древесину для ремонтов моста в будущем.

## Галерея

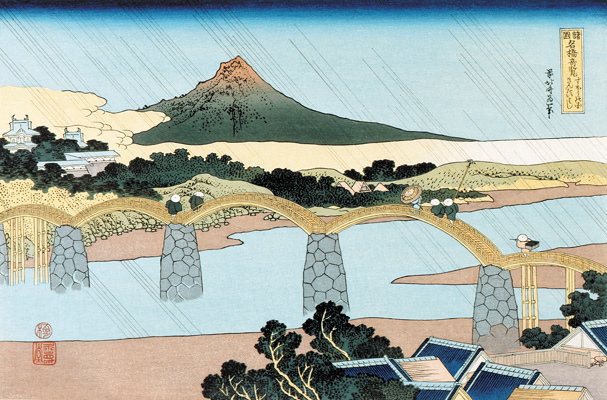
Необычные виды праздничных мостов. Мост Кинтай (Кацусика Хокусай)
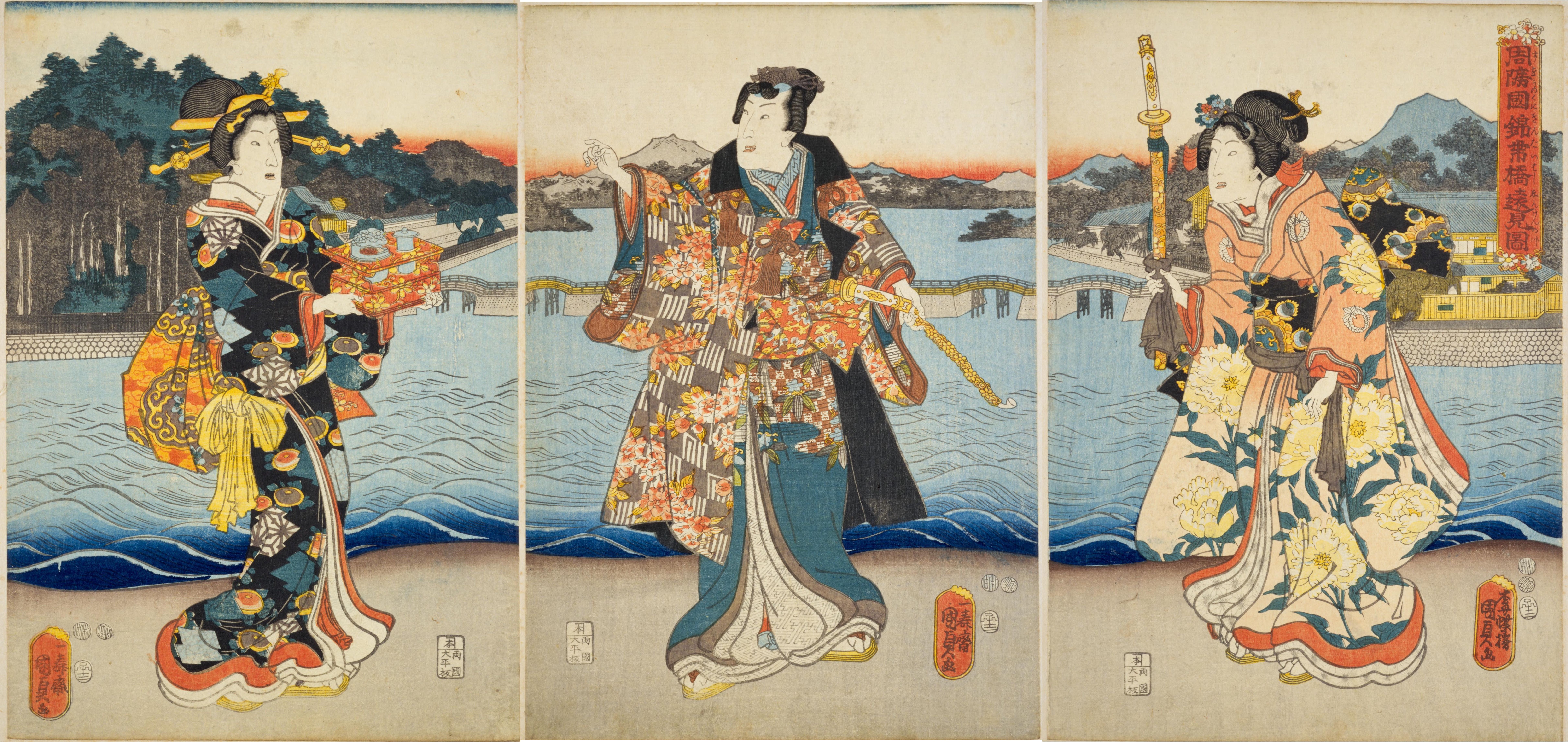
Вид на мост Кинтай в провинции Суо (Утагава Кунисада, 1852)
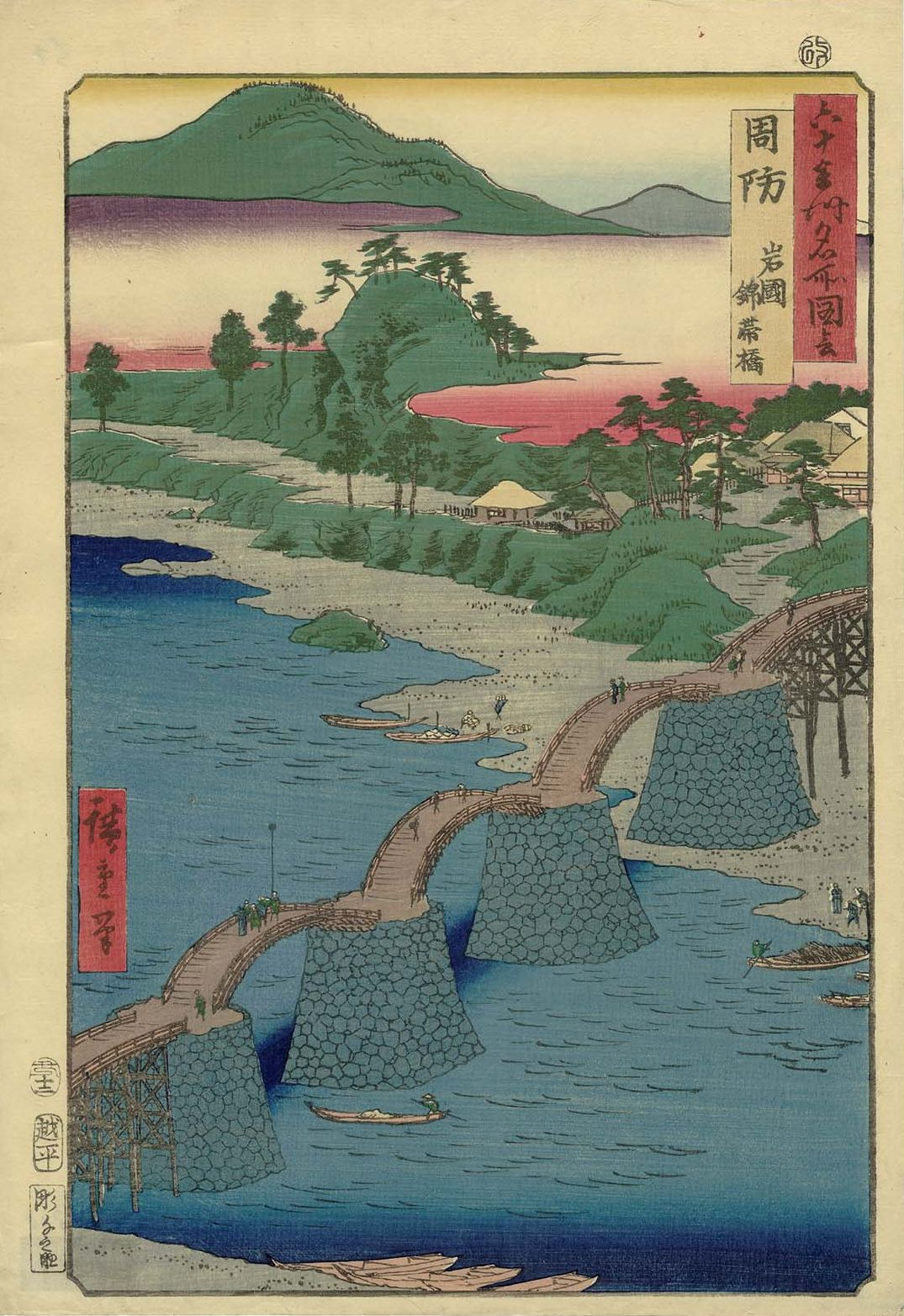
Мост Кинтай (Утагава Хиросигэ, 1853)